# Land- und Stadtgericht Schroda
Das Land- und Stadtgericht Schroda war von 1834 bis 1849 ein preußisches Land- und Stadtgericht mit Sitz in Schroda.

## Geschichte
Nach dem Ende der Franzosenzeit wurde die der französische Gerichtsorganisation entsprechende Gerichtsorganisation im Herzogtum Warschau 1815 zunächst von Preußen übernommen. Das Friedensgericht Schroda wurde fortgeführt und dem Landgericht Posen zugeordnet. 1834 wurde die Gerichtsorganisation geändert und einheitlich Land- und Stadtgerichte gebildet. In dem – nun verkleinerten – Sprengel des Oberlandesgerichtes Posen bestanden 20 dieser Gerichte, darunter das Land- und Stadtgericht Schroda.
Das Land- und Stadtgericht Schroda war für den Kreis Schroda zuständig. Dazu gehörten die Städte Schroda mit 2056 Einwohnern (1838), Kostschin mit 1168 Einwohnern, Pudewitz mit 1481 Einwohnern und Santomischel mit 1410 Einwohnern sowie 288 Dorfschaften mit 34.422 Einwohnern. Zusammen gab es damit 40.535 Gerichtseingesessene. Gerichtstage wurden in Pudewitz gehalten.
Am Gericht waren ein Direktor, sechs Richter, acht Subalterne und sechs Unterbeamte beschäftigt. Es war damit ein Land- und Stadtgericht 1. Klasse. Diese wirkten bei wesentlichen Fällen als Kollegialorgan.
1849 wurden die Land- und Stadtgerichte aufgelöst und durch Kreisgerichte ersetzt. Damit entstand das Kreisgericht Schroda im Sprengel des Appellationsgerichts Posen.